# Seán Lemass
Seán Francis Lemass (né John Francis Lemass le 15 juillet 1899 à Dublin et mort le 11 mai 1971) est un homme d'État irlandais. Il est le quatrième Premier ministre d'Irlande.  
Vétéran de l’insurrection de Pâques 1916, de la guerre d’indépendance et de la guerre civile, Sean Lemass est élu pour la première fois député en 1924 et réélu sans discontinuer jusqu’à son retrait de la vie politique en 1969.
M. Lemass est un des membres fondateurs du Fianna Fáil en 1926 puis a été plusieurs fois ministre et est reconnu pour être l’« architecte de l’Irlande moderne ». il a développé l’industrie irlandaise et forgé de nouveaux liens entre l'Irlande et l’Irlande du Nord.

## Biographie

### Jeunesse
John Francis Lemass est né à Ballybrack dans le Comté de Dublin. Il est le second d’une fratrie de sept enfants. Il est vite surnommé Jack dans le giron familial mais après 1916, il demande à être appelé Seán, version irlandaise de son prénom. Sa scolarité se déroule dans une école catholique où il est jugé studieux ; ses matières favorites étant l’histoire et les mathématiques.
Il rejoint en janvier 1915 les Irish Volunteers où il fut accepté malgré son jeune âge. Il est affecté à la Compagnie A du 3e Bataillon du Régiment de Dublin. Son adjudant est Éamon de Valera, futur Taoiseach et Président d'Irlande. Alors qu’il est en déplacement dans les Montagnes du Wicklow, il apprend que l'insurrection de Pâques 1916 a commencé. Sean et son frère Noel rejoignent la garnison de Volontaires qui occupe la Poste générale de Dublin. Après la reddition des insurgés, Lemass est arrêté par les britanniques, mai il est vite libéré à cause de son jeune âge. Sur l'injonction de son père, il reprend alors ses études pour devenir avocat.

### Parmi les «12 apôtres»
Jusqu'à novembre 1920, Lemass reste membre à temps partiel des Irish Volunteers. À ce moment-là, en pleine guerre d’indépendance, 12 membres de la brigade de Dublin de l’IRA participent à une attaque contre des agents du renseignement britannique vivant à Dublin et qui avaient préalablement été identifiés par Michael Collins et son réseau d’espion. Le groupe était directement sous ses ordres et l’identité de ses membres resta complètement secrète jusqu’à la publication de l'ouvrage de Tim Pat Coogan sur l'histoire de l'IRA. Celui-ci mentionne nommément Lemass comme faisant partie de l’entourage immédiat des 12 apôtres qui avaient tué 14 membres du gang du Caire et en avaient blessé 5 autres. Ce jour, le 21 novembre 1920, est connu sous le nom de Bloody Sunday car en répression de ces assassinats, les Black and Tans firent irruption à Croke Park en plein match de football gaélique et tirent sur la foule tuant quatorze civils.
Lemass fut arrêté en décembre 1920 et interné à Ballykinlar Comté de Down.

### Anti-Traité
En décembre 1921, après la signature du Traité anglo-irlandais, Lemass est relâché. Pendant les débats préparatoires au Traité, Lemass se positionne aux côtés de de Valera parmi la minorité d’opposition à la signature. Dans la guerre civile qui s’ensuit, Lemass est adjudant et commandant en second du commando de Rory O'Connor quand le groupe assiège les Four Courts, siège de la Haute Cour de Justice de l’Irlande. L’occupation des Four Courts s’achève au bout de deux jours de bombardement auxquels Lemass échappe avec quelques autres. Il est alors de nouveau arrêté et emprisonné.
En juin 1923, après la fin de la guerre civile, Noel Lemass, le frère de Sean, lui aussi engagé dans le camp des anti-traité et officier de l’IRA, est enlevé à Dublin. Il est mis au secret jusqu'en octobre, date à laquelle son corps est retrouvé dans les Wicklows. Seán Lemass est de son côté libéré de prison.
Le 18 novembre 1921 il se présente à l'élection générale et est élu député pour le Sinn Féin.

### Vie privée
Le 24 août 1924, Lemass épouse Kathleen Hughes contre l’avis des parents de celle-ci. Le mariage a lieu à l’église catholique de Ranelagh, à Dublin. Son garçon d’honneur est Jimmy O'Dea, un acteur connu et ami d’enfance de Lemass.
Seán et Kathleen ont quatre enfants Maureen née en 1925, Peggy (1927-2004), Noel (1929-1976) et Sheila (1932-1998). Maureen Lemass épouse un des successeurs de Lemass à la tête du Fianna Fáil et de l’état irlandais, Charles Haughey.

### Fianna Fáil
En 1926, de Valera, aidé par Lemass, tente de faire accepter au Sinn Féin d’abandonner sa politique de refus de l’existence de l’État libre d'Irlande de reconnaitre la légitimité de son assemblée, le Dáil Éireann et d’arrêter de prôner l’abstention lors de ses élections. En mars 1926, voyant leurs efforts vains, de Valera et Lemass démissionnent du parti.
En mai, alors que de Valera doute de son engagement politique, Lemass l’encourage à rester en Irlande et à fonder un nouveau parti politique. Assisté par Gerald Boland  et Lemass, de Valera commence l’organisation du Fianna Fáil- The Republican Party (Le Parti Républicain). Lemass commence à parcourir le pays afin de trouver des soutiens au parti. Beaucoup d’anciens députés du Sinn Féin s’engagent à leur côté. Le nouveau parti est très fortement opposé à la partition mais accepte de facto l'existence de l'État Libre d'Irlande.